# Anschlag in Mogadischu am 23. März 2019
Bei einem Anschlag in Mogadischu am 23. März 2019 der militanten Miliz al-Shabaab in der Hauptstadt von Somalia durch ein Fahrzeug mit Sprengstoff starben mindestens 15 Menschen, 20 weitere wurden verletzt. Ziel des terroristischen Angriffs war ein Regierungsgebäude, vor dessen Toren die Milizionäre eine Bombe detonieren ließen, anschließend stürmten mindestens fünf Männer das Gebäude. Zu den Toten gehört auch Arbeitsminister Saqar Ibrahim Abdalla.

## Hintergrund
Im Somalischen Bürgerkrieg versucht die islamistische al-Shabaab-Miliz, Somalias westlich unterstützte Regierung mit Gewalt zu stürzen. Ab 2011 wurde die bewaffnete Anschläge ausübende Organisation aus Mogadischu vertrieben und hat heute die meisten ihrer Hochburgen verloren. Doch die Organisation bleibt weiterhin gefährlich: sie führte mehrere Bombenanschläge in Somalia und Kenia aus. Kenia unterstützt die somalische Regierung, unter anderem durch ein Kontingent bei der Mission der Afrikanischen Union in Somalia (AMISOM).